# Закон Винтера
Зако́н Ви́нтера — фонетический закон, открытый в 1976 году Вернером Винтером (статья была опубликована в 1978 году) и актуальный для балтийских и славянских языков. Формулируется следующим образом: праиндоевропейская последовательность краткий гласный + звонкий смычный дают в праславянском последовательность долгий гласный с акутовой интонацией + звонкий смычный, в то время, как праиндоевропейская последовательность краткий гласный + звонкий придыхательный смычный дают в праславянском последовательность краткий гласный + звонкий смычный.
Согласно глоттальной теории, данное фонетическое изменение представляет собой частный случай заменительного удлинения.
Закон Винтера представляет собой подтверждение тому, что исходной для праславянского языка является всё же трёхсерийная система смычных, хотя до его открытия считалось, что никаких следов трёхсерийной системы в славянской группе не сохранилось.

## Относительная хронология
Фонетические изменения по закону Винтера происходили до утраты придыханий */bʰ/, */dʰ/, */gʰ/, */gʷʰ/ → */b/, */d/, */g/, */gʷ/, поскольку перед придыхательными этот закон не действовал.

## Примеры
- пра-и.е. *sed->*sēd-. Ср. ст.‑слав. сѣдѣти с гот. sitan «сидеть», лат. sedēō «сижу»;
- пра-и.е. *bhegw->*bēg-. Ср. ст.‑слав. бѣжати с др.-греч. φέβομαι «бегу»;
- пра-и.е. *udr->*ūdr-. Ср. рус. выдра с санскр. उद्रः (IAST: udráḥ) «водяное животное», др.-греч. ὕδρα «гидра, водяная змея».